# Потин
Потин (Potheinos; † 48 г. пр. Хр.) е след смъртта на египетския фараон Птолемей XII (51 г. пр. Хр.) най-влиятелният министър и регент на неговия син Птолемей XIII. Потин e евнух и възпитател на Птолемей XIII.

## Биография
Потин успява да изгони през есента на 49 г. пр. Хр. Клеопатра VII от Александрия. В началото на 48 г. пр. Хр. взема и важната министерска служба на Dioiketes.
На 7 юни 48 г. пр. Хр. Гней Помпей губи битката при Фарсала против Юлий Цезар. Скоро след това Помпей бяга в Египет и на брега моли като съюзник на Птолемеите да го приемат. Регенстият съвет, ръководен от Потин се съветва. При това Потин следва съвета на Теодот (Theodotos от Chios), да убият Помпей. Това се извършва под командването на генерал  Ахил (Achillas). Два дена след това, на 27 юли 48 г. пр. Хр., Цезар пристига в Александрия.
Потин дава заповед на Ахил с неговата 20 000-на войска от Пелусион (30 км югоизточно от Порт Саид) да маршируват към Александрия и разбият много по-слабата войска на Цезар. Когато Александийската война започва, Цезар се намира в дворцовия квартал и държи царската фамилия и Потин практически като заложници. Потин поддържа тайно контакт с Ахил, но носачите на съобщенията са хванати и това дава повод на Цезар да екзекутира Потин.